# Cascade (rivière)
Pour les articles homonymes, voir Cascade.
La  rivière Cascade (anglais : Cascade River) est une rivière de l’Ile du Sud de la  Nouvelle-Zélande dans la région du West Coast. 

## Géographie
Elle s’écoule vers le Nord sur 30 km à partir de sa source  dans le Mount Aspiring National Park dans les   Alpes du Sud, formant une vallée profonde entre la chaîne des  « Olivine Range » et des  « Red Hills Range » . Au bout de la vallée, la rivière tourne vers l’Ouest pour franchir une plaine marécageuse, peu profonde avant d’entrer dans la Mer de Tasman tout près de » Cascade Point, » un promontoire à mi-chemin entre Big Bay et Jackson Bay.